# Heinrich von Nutzhorn

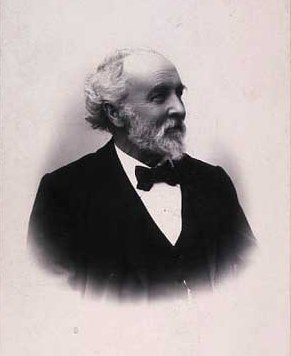
Heinrich von Nutzhorn

Bendix Conrad Heinrich von Nutzhorn, född 20 februari 1833, död 8 april 1925, var en dansk musiker.
Nutzhorn var elev till Andreas Peter Berggreen i musik, blev lärare i historia och musik vid Røddings folkhögskola i Rødding 1862 och Askov folkhögskola 1865. Han var även överdirigent för De samvirkende Centralsagforeninger, som han själv stiftade. Han komponerade ett stort antal sånger, särskilt av kyrkligt eller nationellt innehåll till bruk för kyrka, skolor, folkhögskolar, föreningar, skrev åtskilliga musikhistoriska avhandlingar samt utgav en Melodisamling til den ny Salmebog. Nutzhorns främsta verk är Den dansk-lutherske Menigheds Salmesang (2 band, 1913-18).